# Landiswil
Landiswil es una comuna suiza del cantón de Berna, situada en el distrito administrativo de Berna-Mittelland. Limita al norte con la comuna de Lützelflüh, al noreste con Rüderswil, al este con Lauperswil, al sureste con Oberthal, al sur con Arni bei Biglen, y al oeste con Walkringen.
Hasta el 31 de diciembre de 2009 situada en el distrito de Konolfingen.